# Nothing Is Lost (You Give Me Strength)
«Nothing Is Lost (You Give Me Strength)» es una canción del cantante canadiense The Weeknd. XO, Hollywood Records y Republic Records la lanzaron el 15 de diciembre de 2022, como el sencillo principal de la banda sonora de la película Avatar: The Way of Water (2022). La canción fue escrita por Weeknd, quien la compuso con el trío de producción Swedish House Mafia, junto con el compositor de la banda sonora de la película, Simon Franglen.

## Antecedentes
El 4 de diciembre de 2022, The Weeknd publicó un adelanto de la banda sonora en sus redes sociales, insinuando la fecha de lanzamiento el 16 de diciembre. El 7 de diciembre se estrenó un nuevo tráiler de la película dirigida por James Cameron. El tráiler en sí se tituló después de la canción. Presenta un fragmento destacado de la canción con voces que «tocan suavemente durante todo el tráiler». Según un comunicado de prensa, la canción busca «hablar del alcance épico, la acción impresionante y el drama emocionante de la película en sí».

## Historial de lanzamientos
| Región | Fecha                   | Formato                    | Discográfica          | Ref.        |
| ------ | ----------------------- | -------------------------- | --------------------- | ----------- |
| Varios | 15 de diciembre de 2022 | Descarga digital streaming | XO Hollywood Republic | [ 7 ] [ 8 ] |